# 45口径三年式12cm砲
45口径三年式12cm砲（45こうけいさんねんしき12せんちほう、四十五口径三年式十二糎砲、四十五口径三年式四吋七砲、吋＝インチ）は、日本海軍が第一次世界大戦から第二次世界大戦にかけて使用した艦砲である。
原型砲はイギリスの「QF 4.7インチ砲 Mk.IV」で、日本海軍では「四十口径安式四吋七砲」や「四十口径四一式四吋七砲」として採用・国産化されていた。
安式（アームストロング式）は日清～日露戦争の時期の主力艦載速射砲で、四一式（明治41年＝1908年）は安式の改良型で、三年式は四一式の改良型である（QF 4.7インチ砲 Mk.IV→安式→四一式→三年式→十一年式）。

## 設計・開発
1914年（大正3年）に設計され、江風型駆逐艦、樅型駆逐艦、峯風型駆逐艦、若竹型駆逐艦、神風型駆逐艦 (2代)、睦月型駆逐艦に主砲として搭載された。
当初の制式名称は、「四十五口径三年式四吋七砲」とされたが、1917年に、メートル法に準拠する「十二糎砲」（12cm砲）に変更された。
1921年（大正10年）には、本砲を高角砲化した「四五口径十年式十二糎高角砲」が開発された。
1922年（大正11年）には、本砲を改良した「四五口径十一年式十二糎砲」が開発され、鴻型水雷艇、千鳥型水雷艇、潜水艦、掃海艇などに装備された。
占守型海防艦の建造時には退役した駆逐艦の砲が流用された。
砲弾は人力で装填され、20.3kgの榴弾、照明弾に加えて、1943年（昭和18年）からは対潜弾が開発された。